# 訃報 2015年
訃報 2015年（ふほう 2015ねん）は、2015年（平成27年）中に物故した人物をまとめたものである。詳細は月別訃報記事を参照のこと。

## 月別の訃報記事一覧
- 訃報 2015年1月
- 訃報 2015年2月
- 訃報 2015年3月
- 訃報 2015年4月
- 訃報 2015年5月
- 訃報 2015年6月
- 訃報 2015年7月
- 訃報 2015年8月
- 訃報 2015年9月
- 訃報 2015年10月
- 訃報 2015年11月
- 訃報 2015年12月

## 関連書籍
- 『現代物故者事典(2015 - 2017)』日外アソシエーツ、2018年3月16日。ISBN 978-4-8169-2709-6。